# 페트라 크비토바

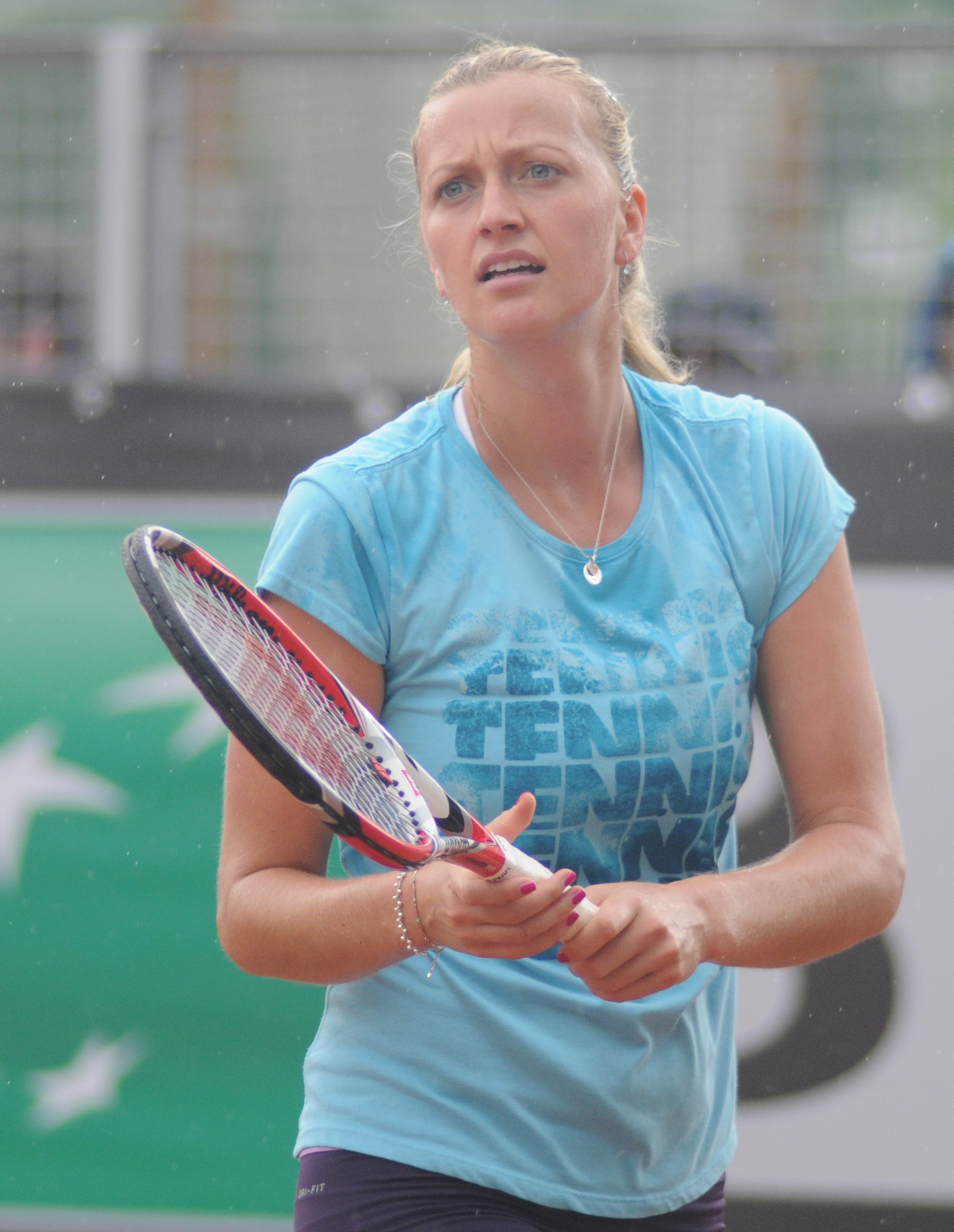
2014년의 크비토바 선수

페트라 크비토바(체코어: Petra Kvitová, 1990년 3월 8일 빌로베츠~)는 체코의 프로 테니스 선수이다. 2019년 1월 14일 현재 세계 랭킹 6위다. 2011년 및2014년 윔블던 선수권 대회 여자 단식 우승자다.